# Jason Little
Jason Sidney Little (Toowomba, 26 agosto 1970) è un ex rugbista a 15 australiano, in carriera agonistica apertura-tre quarti centro, laureatosi due volte campione del mondo con gli Wallabies nel 1991 e nel 1999.

## Biografia
L'attività rugbistica di Jason Little risale alla frequenza delle scuole superiori (era amico e compagno di squadra di Tim Horan, altro nazionale australiano) nel rugby a 13; il passaggio al 15 avvenne con l'entrata al Downlands College di Toowomba.
A 19 anni, nel novembre 1989, esordì in Nazionale contro la Francia a Strasburgo e fece quasi subito coppia fissa di tre quarti centro con Tim Horan; prese parte alla Coppa del Mondo di rugby 1991 che si tenne in Inghilterra e vi disputò quattro incontri, compresa la finale proprio contro i padroni di casa, battuti a Twickenham per 12-6.
Disputò anche la Coppa del Mondo di rugby 1995 e, passato professionista, entrò nella franchise dei Reds, emanazione professionistica del Queensland in Super Rugby; nel 1999 passò agli Waratahs, altra franchise di Super Rugby, del Nuovo Galles del Sud; più tardi nell'anno fu selezionato per la Coppa del Mondo di rugby 1999, competizione in tutti i 6 incontri della quale scese in campo, laureandosi campione del mondo per la seconda volta grazie alla finale di Cardiff vinta contro la Francia. Al 2017 è uno dei 20 giocatori ad aver vinto la Coppa del Mondo per due volte
Ad agosto 2000 Little annunciò il suo ritiro dall'attività internazionale alla fine del Tri Nations e il suo trasferimento in Inghilterra, al fine di potersi dedicare con più continuità al suo lavoro e alla sua famiglia; il suo 75º e ultimo test match, disputatosi il 26 agosto contro il Sudafrica a Durban, coincise, oltre che con il suo trentesimo compleanno, anche con la vittoria australiana nel Tri Nations 2000, la prima assoluta degli Wallabies nel torneo; dopodiché Little si trasferì al Gloucester.
Benché il contratto con tale club avesse la durata di due anni, dopo solo una stagione esso fu risolto dal club e Little fu ingaggiato dai rivali del Bristol, squadra che Little guidò fino alla finale di Premiership poi persa contro Leicester; nonostante il buon impatto sulla squadra a fine stagione il giocatore fu liberato per via dei troppi infortuni, cosa che indusse Little al ritiro definitivo.
Al suo attivo anche un invito dei Barbarians, nel 2001, per due incontri con altrettanti XV dell'Inghilterra e del Galles.
Little ha scritto insieme al suo amico di vecchia data Tim Horan Perfect Union (1995, curato da Michael Blucher), un libro che parla delle avventure parallele di due amici che da compagni di scuola divennero insieme campioni del mondo di rugby.
Successivamente all'uscita del libro, i due vinsero insieme anche la Coppa del Mondo di rugby 1999, la seconda per entrambi e per l'Australia.

## Palmarès
- Coppe del mondo: 2
Australia: 1991, 1999